# Janvier 1812

## Événements

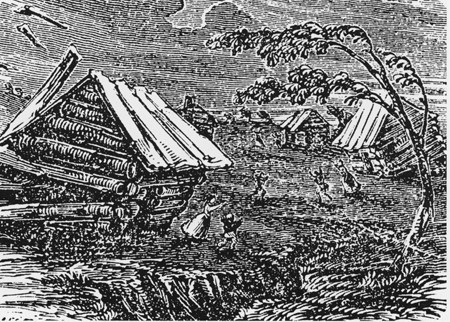
23 janvier et 6 février : tremblements de terre de New Madrid, selon un dessin contemporain

- 1er janvier : entrée en vigueur du Code civil dans les Provinces illyriennes[1] (fin en août 1813).

- 2 janvier, Mexique : victoire royaliste la bataille de Zitácuaro, siège du Conseil national suprême du gouvernement des insurgés ; la ville est saccagée et incendiée[2].

- 9 janvier : reddition de Valence[3].

- 16 janvier : bataille d'Almagro[4].

- 17 - 20 janvier, Mexique : victoire royaliste à la bataille de Tecualoya ; les insurgés parviennent à s’enfuir[5].

- 19 janvier : prise de Ciudad Rodrigo par Wellington[6]. Offensive britannique sur l’axe Ciudad Rodrigo-Badajoz.

- 20 janvier : Napoléon fait occuper la Poméranie suédoise pour mieux faire appliquer le Blocus continental[3].

- 22 janvier, Mexique : victoire des insurgées à la bataille de Tenancingo[5].

- 23 janvier : second tremblements de terre majeur de la série des tremblements de terre de New Madrid qui frappent le centre des États-Unis le long du fleuve Mississippi durant l'hiver 1811-1812[7],[8].

- 26 janvier : décret confirmant l’annexion de la Catalogne par la France[3].

## Naissances
- 12 janvier : William Pengelly (mort en 1894), géologue et archéologue britannique.